# Papež Poncijan
Sveti Poncijan, papež in mučenec, Rimskokatoliške cerkve, * 2. stoletje n. št., Rim, (Italija, Rimsko cesarstvo); † november 235 Sardinija (Italija, Rimsko cesarstvo)
. V Rimskokatoliški cerkvi god 13. avgusta.

## Življenjepis
Urbanov naslednik Poncijan   je v relativnem miru vodil Cerkev pet let. Ko je marca 235 z vojaškim udarom prišel na oblast Maksimin Tračan, se je spet začelo preganjanje kristjanov. Cesar je preganjal še posebej cerkvene predstojnike in dal pomoriti krščanske dvorjane. Preganjanje je ob podpihovanju poganskih množic divjalo zlasti v Mali Aziji. Poncijan je bil skupaj s protipapežem Hipolitom pregnan na prisilno delo v sardinske rudnike svinca.
Čas njegovega vladanja lahko točno določimo. Zanj imamo dva trdna vira: „Cerkveno zgodovino” zgodnjega krščanstva zgodovinarja Evzebija ter epitaf (napis) na Coemeterium Callisti (Kalistovem pokopališču), kjer je omenjeno njegovo ime. Ob raziskovanju katakomb 1909 so našli grob z njegovim napisom v grščini: "Pontianos, episk (Pontianos, episkopos, tj: Poncijan, škof)".

## Smrt in češčenje
Na Sardiniji je Poncijan na otoku Tavolara umrl zaradi nečloveških razmer. 28. septembra 235 se je v izgnanstvu odpovedal službi rimskega škofa. Poncijanovo truplo so prenesli v Rim in ga v času Fabijana (236-250) pokopali v Kalistovih katakombah.

### Ocena
28. september 235 je prvi zgodovinsko popolnoma zanesljiv datum v zgodovini papežev. Poncijan je tudi prvi papež, ki se je odpovedal svoji službi. Skupaj z njim je bil pregnan tudi protipapež Hipolit, ki se je v hudem skupnem trpljenju vrnil v občestvo vesoljne Cerkve.